# Lena Karpunina

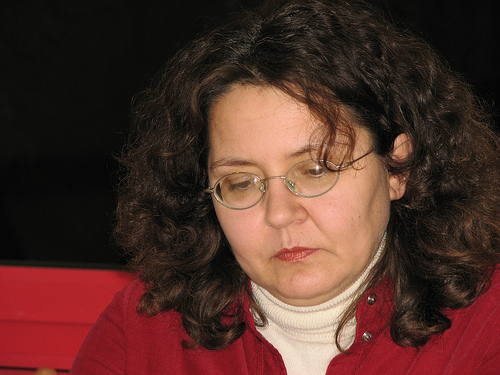
Lena Karpunina

Jelena Alexejewna (Lena) Karpunina (* 17. Februar 1963 in Werchowaja bei Kaluga, Sowjetunion; † 4. November 2013 in Berlin) war eine russisch-deutsche Sängerin und Schriftstellerin, die Novellen, Kurzgeschichten und Erzählungen auf Esperanto verfasste. Diese wurden durch Literaturpreise gewürdigt.

## Leben
Als Lena Karpunina 3 Jahre alt war, zog die Familie nach Duschanbe, in die Hauptstadt Tadschikistans, wo sie dann aufwuchs. In einigen Erzählungen lässt sie ihre Heimat lebendig werden: „Es zeigte sich, dass unsere Stadt unerwartet groß und schön ist, und die Berge, die sie umgeben, viele Überraschungen verbergen, nämlich Seen, Flüsse, Naturreservate.“ Karpunina träumte von einer Karriere als Akrobatin beim Zirkus und trainierte schon fleißig. Als ihre Trainerin sich verletzte, drängte der Vater sie zu einem technischen Beruf.
1986 erlangte sie ein Ingenieursdiplom am Tadschikischen Staatlichen Polytechnischen Institut und arbeitete in der Folge in Unternehmen der Automobilindustrie, vor allem bei ZIL. 1992 besuchte sie eine Freundin in Dortmund, die sie darin bestärkte, nicht nach Tadschikistan zurückzukehren, wo der Bürgerkrieg tobte (1992–1997). 1993 besuchte sie Berlin, heiratete den Berliner Esperantisten Gerd Bussing und lebte fortan dauerhaft in dieser Stadt.
Sie studierte ab 1997 Germanistik an der Humboldt-Universität. Im Alter von 50 Jahren verstarb sie nach einjähriger schwerer Krankheit in ihrer Wahlheimat.
Ihr Nachlass befindet sich in der Sammlung für Plansprachen der Österreichischen Nationalbibliothek.

## Literarisches Schaffen
1988 lernte Karpunina in Duschanbe Esperanto  und reiste danach zu Esperanto-Veranstaltungen, zunächst in der Sowjetunion, unter anderem in die legendären Zeltlager der Sowjetischen Eperanto-Jugendbewegung (SEJM) und dem früheren Ostblock, ab 1990 auch in den Westen. Sie besuchte die Esperanto-Weltkongresse 1990 in Havanna und 1992 in Wien. In den Jahren 1990 bis 1992 leitete sie Esperanto-Kurse im Gewerkschaftspalast von Duschanbe und veröffentlichte Zeitungsartikel zum Esperanto. 1994 unternahm sie zwei Vortragsreisen durch Deutschland, bei denen sie Tadschikistan vorstellte. 1996 besuchte sie während des Weltkongresses in Prag eine Lesung aus Werken von Preisträgern der Belartaj Konkursoj des Esperanto-Weltbundes (Wettstreit der Schönen Künste), wodurch sie zu eigenem literarischen Schaffen angeregt wurde. Mit ihrer ersten Erzählung Jascha errang sie den 3. Preis. Die Erzählung wurde in der Esperanto-Kulturzeitschrft Fonto veröffentlicht. In den folgenden Jahren kamen weitere 17 Preise bzw. ehrende Erwähnungen hinzu. Zumeist veröffentlichte sie ihre Novellen in Fonto.
2000 erschien ihr erster Band mit Erzählungen und Kurzgeschichten, La Bato („Der Schlag“), in Antwerpen (2. erw. Aufl. Moskau 2006). 2007 folgte ihr zweiter Band mit Erzählungen unter dem Titel Neokazinta Amo (Eine Liebe, die nicht stattfand). Weitere Novellen veröffentlichte sie in Esperanto-Zeitschriften wie Monato (Antwerpen) und La Balta Ondo (Internetausgabe von La Ondo de Esperanto, Kaliningrad) sowie in der Literaturzeitschrift Beletra Almanako (New York).
Karpunina war seit 2001 Mitglied der Esperantlingva Verkista Asocio (EVA, Bund der Esperanto-Schriftsteller, 2008 umgewandelt in die Akademio Literatura de Esperanto, ALE, deutsch Literarische Akademie des Esperanto).
2002 lud der Britische Esperanto-Bund sie ein, im Esperanto-Zentrum Barlaston Vorträge zu halten und zu unterrichten. Die Grande Dame der Esperanto-Literatur Marjorie Boulton leitete dieses Kursangebot. Die beiden Schriftstellerinnen verstanden sich und blieben fortan freundschaftlich verbunden. 2006 bereiste Karpunina 20 französische Städte, las aus ihren Werken, trug Lieder vor, die sie selbst mit der Gitarre begleitete, und erzählte über Tadschikistan. Henryk Wenzel zitierte sie dazu: „Mich persönlich verwunderte und rührte der Fakt, dass ich in einigen Klubs einen alten Bekannten, mein Buch La bato sah, das Esperanto-Lernende als Lese(Lehr)buch nutzten. Wohl wissend, dass ich ihre Klubs besuchen werde, bereiteten die Lernenden Fragen über die Helden meiner Erzählungen vor. Sie baten um Autogramme, die sie selbstverständlich erhielten.“
2008 folgte sie einer Einladung der populären kroatischen Esperanto-Schriftstellerin Spomenka Štimec zum Treffen von Esperanto-Schriftstellern in Hrašćina-Trgovišće (Kroatien). Im Fokus des Treffens standen die Esperanto-Erzählungen Karpuninas und die Frauenliteratur in Esperanto. In der Augustnummer 2008 der Zeitschrift der Kroatischen Esperanto-Liga Tempo erschien der Beitrag von Zdravko Seleš Pri Lena Karpunina aŭ Serĉante la aŭtorinon malantaŭ la tekstoj (Lena Karpunina oder Auf der Suche nach der Autorin hinter ihren Texten) und ein Beitrag von Lena Karpunina Pri mi kaj miaj verkoj. Auch dort wie bei vielen anderen Veranstaltungen sang sie und spielte dazu Gitarre.
2010 wurde sie „besonders für ihre Verdienste auf literarischem Felde“ in die Akademio de Esperanto gewählt.

## Auszeichnungen und Kritik
| Jahr | Kategorie | Auszeichnung      | Werk                     | Deutsch                     |
| ---- | --------- | ----------------- | ------------------------ | --------------------------- |
| 1997 | Prosa     | 3. Preis          | Jaŝa                     | Jascha                      |
| 1998 | Prosa     | Ehrende Erwähnung | Miŝka Voropajev          | Mischka Woropajew           |
| 1998 | Prosa     | Ehrende Erwähnung | Bela                     | Bela                        |
| 1999 | Prosa     | 3. Preis          | La ridinda letero        | Der lächerliche Brief       |
| 2001 | Prosa     | 2. Preis          | La pluvo en Ĉenstoĥovo   | Der Regen in Tschenstochau  |
| 2001 | Prosa     | 3. Preis          | La demando de emancipiĝo | Die Frage der Emanzipation  |
| 2001 | Prosa     | Ehrende Erwähnung | Mirt                     | Mirt                        |
| 2002 | Prosa     | 2. Preis          | Pro savo de homo         | Wegen einer Menschenrettung |
| 2012 | Prosa     | Ehrende Erwähnung | La amnestipeto           | Das Amnestiegesuch          |

Gegenstand ihrer Erzählungen sind insbesondere das oft harte und gefühlskalte Leben im sowjetischen Tadschikistan und die Vereinzelung des Menschen in einer kapitalistischen Großstadt am Beispiel Berlins. In augenscheinlich einfachem, ungekünsteltem und lakonischem Stil spürt sie der menschlichen Psychologie nach und zeigt auf, wie sich Menschen auch unter widrigsten Umständen ihre Menschlichkeit bewahren. Beispielhaft für die meist niederdrückende, beklemmende und verstörende Erzählwelt Karpuninas kann verwiesen werden auf die Erzählung „Amnestiegesuch“: Das feingeistige Gulag-Kind Siwokon, zum Polarkreis deportiert im Alter von zwölf Jahren, schreibt seit über 30 Jahren regelmäßig einen Antrag auf Freilassung, obwohl er längst weiß, dass ein korrupter Mithäftling die Gefangenenpost in den Fluss wirft. Als Siwokon schließlich entlassen werden soll, bricht seine Welt zusammen. – In „Mädchen mit den Äpfeln“ sucht Karpunina nach Jahren in Berlin Spuren des Bürgerkriegs in Duschanbe. Der Sportplatz ihrer ehemaligen Schule ist jetzt ein Massengrab, aber die Menschen wirken fröhlich auf den überquellenden Obst- und Gemüsemärkten der geliebten, lebensvollen Stadt. Wen sie auch fragt, niemand spricht von „damals“, bis Onkel Aljoscha – betrunken und deprimiert – erzählt, wie die Paramilitärs den Mädchen aus dem Pamir aufgelauert haben. – Im Mietshaus in der Kurzgeschichte „In einer großen Stadt“ weckt erst der Leichengeruch von Ansbach Erikas Interesse an ihrem langjährigen Nachbarn, obwohl ihr Mann Bernd schimpft, sie solle „sich nicht immer in alles reinhängen“.
Einige Erzählungen sind autobiografisch. Die Geschichten aus den Straflagern der Stalinzeit basieren auf den Erinnerungen ihres Vaters.